# Distretto di Faratsiho
Il distretto di Faratsiho è un distretto del Madagascar situato nella regione di Vakinankaratra. Ha per capoluogo la città di Faratsiho.
La popolazione è pari a 183 158 abitanti (censimento 2011)